# داميان كودلين
داميان كودلين (بالإنجليزية: Damian Cudlin)‏ مواليد 19 أكتوبر 1982 في نيوساوث ويلز، أستراليا، هو متسابق دراجات نارية أسترالي. نافس في بطولة العالم للسوبرسبورت وبطولة العالم للموتو جي بي.

## وصلات خارجية
- داميان كودلين على موقع MotoGP.com (الإنجليزية)
- داميان كودلين على موقع WorldSBK.com (الإنجليزية)

- الموقع الإلكتروني